# Indiase zandtijgerhaai
De Indiase zandtijgerhaai (Carcharias tricuspidatus) is een vis uit de familie van de tijgerhaaien (Odontaspididae) en behoort derhalve tot de orde van makreelhaaien (Lamniformes). De vis kan een lengte bereiken van 370 centimeter.

## Leefomgeving
De Indiase zandtijgerhaai is een zoutwatervis. De vis prefereert een tropisch klimaat en leeft hoofdzakelijk in de Indische Oceaan.

## Relatie tot de mens
In de hengelsport wordt er weinig op de vis gejaagd.